# In gravissimis
In gravissimis è un'enciclica di papa Pio VI, datata 19 marzo 1792, nella quale il Pontefice, in seguito alla gravissima situazione nella quale si trova la Chiesa francese negli anni successivi alla Rivoluzione del 1789, adotta provvedimenti eccezionali e concede alcune facoltà straordinarie agli arcivescovi, ai vescovi ed agli amministratori delle diocesi del regno di Francia

## Fonte
Tutte le encicliche e i principali documenti pontifici emanati dal 1740. 250 anni di storia visti dalla Santa Sede, a cura di Ugo Bellocci. Vol. II: Clemente XIII (1758-1769), Clemente XIV (1769-1774), Pio VI (1775-1799), Pio VII (1800-1823), Libreria Editrice Vaticana, Città del Vaticano 1994.